# Eths
Az Eths egy francia death metal/alternatív metal/nu-metal/metalcore együttes volt. Tagok: Marc Burghoffer, Candice Clot, Greg Rouviere, Guillaume Dupré, Staif Bihl, Damien Rivoal, Rachel Aspe és R.U.L.
1999-ben alakultak meg Marseille-ben. Eredetileg What the Fuck?, Melting Point, valamint Hets volt a nevük, de utóbbit kénytelenek voltak megváltoztatni, mert a "hets" szó hasonlított a "heteroszexuális" szóhoz. Így lett a nevük Eths. Fennállásuk alatt 4 nagylemezt jelentettek meg. Albumaikat főleg a Season of Mist adta ki. 2016-ban feloszlottak.

## Stúdióalbumok
- Soma (2004)
- Tératologie (2007)
- III (2012)
- Ankaa (2016)